# خراش بن الصمة
خراش بن الصِّمَّة صحابي من الأنصار من بني حرام بن كعب من الخزرج، شهد مع النبي محمد غزوة بدر، وكان معه يومها فرسين. كما شهد غزوة أحد وأصيب يومها بأحد عشر جُرحًا، وكان من الرُماة المهرة.